# Улица Свободы (Яранск)
У́лица Свобо́ды — одна из старинных улиц уездного города Яранска, Кировская область, Россия.

## Расположение
Нумерация начинается с севера и следует на юг. По состоянию на 1988 год на улице находилось 82 дома — 12 административных и 70 жилых.
Пересекает следующие улицы:
- Улица Мицкевича
- Улица Гоголя
- Улица Кирова
- Улица Радина
- Улица Рудницкого
- Улица Халтурина
- Первомайская улица
- Строительная улица

## История
Казанская улица являлась одной из первых улиц уездного города Яранска Вятской губернии. Она получила своё название от направления на Казань. На юге города улица доходила до «старого» Благовещенского кладбища, а после его ликвидации в 1893 году и последующей застройки, улица была продлена по его территории. В Советское время (до июня 1919 года) была переименована в честь «народной свободы» (от царизма). В 1930-х годах с появлением автомобильного транспорта проезжая часть улицы была благоустроена торцовкой — на слой песка одна к другой уложены 20-сантиметровые деревянные чурки, которая просуществовала до 1940-х годов.

## Примечательные здания
- №1 — дом, в котором 18 августа 1869 года родился С. И. Мицкевич (мемориальная доска)
- №13 — здание ранее принадлежало Успенскому собору, в нём проживал настоятель. В ноябре 1918 года здесь открылся первый в Яранском уезде детский сад
- №14 — Дом Курбановских. В нём в 1918 году размещался Яранский уездный комитет РКСМ
- №15 — усадьба Е. Н. Шевелёва. Построен в 1883 году, в нём располагалась кондитерская. В 1919 году здесь находился Яранский уездный комитет РКП(б)
- №19 — Дом священников Кедровых
- №21 — Яранская типография
- №23  памятник архитектуры (региональный) — Городская усадьба Крутовских (ныне Яранская прокуратура)
- №25 — Дом А. И. Крутовских
- №27 — Дом детского творчества
- №32 — Дом Ф. Я. Рощина
- №33 — дом, в котором в годы ВОВ и после войны располагался Яранский райком ВЛКСМ, потом Яранский районный архив
- №39 — Дом Халтуриных
- №40  памятник архитектуры (региональный) — Яранский почтамт
- №59 — Яранская центральная районная больница